# Zemaljska vlada Hrvatske, Slavonije i Dalmacije
Zemaljska vlada Hrvatske, Slavonije i Dalmacije bila je središnje izvršno tijelo u Hrvatskoj i Slavoniji u razdoblju od 1869. do 1918. godine. Bila je predviđena Hrvatsko-ugarskom nagodbom, a organizirana je na temelju zakonskog člana II. iz 1869. godine o uređenju autonomne hrvatsko-slavonsko-dalmatinske zemaljske vlade (kao kraljevska hrvatsko-slavonsko-dalmatinska zemaljska vlada). Uključivanje Dalmacije u naziv imalo je samo povijesno, a ne stvarno značenje, jer je Dalmacija bila pokrajina u austrijskom dijelu Austro-Ugarske Monarhije, a obećanje vladara o inkorporaciji Dalmacije Hrvatskoj nije bilo ostvareno za čitavog nagodbenog razodblja.
Na čelu Zemaljske vlade bio je ban, dok su odjelima upravljali odjelni predstojnici.

## Odjeli i uredi
Zemaljska vlada dijelila se isprva na tri odjela: za unutarnje poslove, za bogoštovlje i nastavu, za pravosuđe, a od 1914. na četiri kada je osnovan Odjel za narodno gospodarstvo. Iako gospodarstvo po hrvatsko-ugarskoj nagodbi nije bilo u nadležnosti Hrvatske, nego zajedničko, ispravno uvidjevši da bez gospodarske samostalnosti nema napretka, podban Vinko Krišković odlučio je 'na mala vrata' početi s kreiranjem nacionalne gospodarske politike.
U djelokrugu Odjela za unutarnje poslove bili su poslovi unutarnje zemaljske uprave, poglavito poslovi javne sigurnosti. Odjel je sudjelovao pri provedbi vojnih propisa i kod primjene zakona o trgovačkim i obrtničkim komorama. U njegovoj je nadležnosti bila i statistika o pučanstvu, javne građevine, kaznionice, uprava zemaljskoga proračuna i drugi poslovi.
U nadležnosti Odjela za bogoštovlje i nastavu bili su poslovi povezani s vjerskim zajednicama te prosvjetnom i kulturnom politikom.
U nadležnosti Odjela za pravosuđe bili su uprava i nadzor nad pravosuđem.
Odjel za narodno gospodarstvo osnovan je 1914. na zalaganje kasnijeg podbana Vinka Kriškovića. U njegovoj nadležnosti bili su poslovi gospodarstva, poglavito obrt i trgovina.
Zemaljska vlada imala je u svom sklopu i određene središnje pomoćne urede: Predsjednički ured (Prezidijal), Zemaljska blagajna, Računarski ured (Glavna kontrola), Statistički ured, Zemaljski arhiv i Zemaljsko-oružničko zapovjedništvo (Zapovjedništvo žandarmerije), koje je ipak bilo pod vrhovnim zapovjedništvom zajedničkog Ministarstva za zemaljsku obranu sa sjedištem u Budimpešti.

## Ban
Ban je stajao na čelu Zemaljske vlade. Bana je postavljao Kralj na prijedlog i uz supotpis ugarsko-hrvatskog ministra predsjednika.

### Banovi od 1869. do 1918.
| Slika | Ban                                      | Početak | Kraj  | Napomene                                                                                              |
| ----- | ---------------------------------------- | ------- | ----- | --- |
|       | Levin barun Rauch von Nyek               | 1868.   | 1871. | Zadnji hrvatski ban koji je instaliran u skladu s tradicionalnim ceremonijalom                        |
|       | Koloman von Bedeković de Komor           | 1871.   | 1873. | |
|       | Ivan Mažuranić                           | 1873.   | 1880. | "ban pučanin", prvi i jedini Ban Kraljevina Dalmacije, Hrvatske i Slavonije iz građanskog staleža     |
|       | Ladislav grof Pejacsevich de Verocze     | 1880.   | 1883. | |
|       | Károly grof Khuen-Héderváry von Hédervár | 1883.   | 1903. | |
|       | Teodor grof Pejacsevich von Verocze      | 1903.   | 1907. | sin Ladislava Pejačevića                                                                              |
|       | Aleksandar von Rakodczay                 | 1907.   | 1908. | |
|       | Pavao barun Rauch von Nyek               | 1908.   | 1910. | sin Levina Raucha                                                                                     |
|       | Nikola von Tomašić                       | 1910.   | 1912. | |
|       | Slavko Cuvaj von Ivanska                 | 1912.   | 1913. | hrvatski ban, a potom kraljevski komesar                                                              |
|       | Ivan barun Skerlecz von Lomnica          | 1913.   | 1917. | |
|       | Antun von Mihalovich                     | 1917.   | 1918. | posljednji hrvatski ban u Austro-ugarskoj Monarhiji (do 1918.); vršio je dužnost bana do 1919. godine |

## Predstojnici

### Podbanovii predstojnici odjela za unutarnje poslove
| Slika | Podban                                           | Početak | Kraj  | Napomene |
| ----- | ------------------------------------------------ | ------- | ----- | -------- |
|       | Robert pl. Zlatarević                            | 1869.   | 1871. |          |
|       | Mirko pl. Šuhaj                                  | 1871.   | 1871. |          |
|       | Antun Vakanović                                  | 1871.   | 1873. |          |
|       | Jovan barun Živković Fruškogorski                | 1873.   | 1883. |          |
|       | Danijel Stanković                                | 1884.   | 1897. |          |
|       | Otto pl. Krajcsovics de Illok                    | 1897.   | 1903. |          |
|       | Svetislav Šumanović                              | 1903.   | 1905. |          |
|       | Levin pl. Chavrak von Letovanić                  | 1905.   | 1906. |          |
|       | Vladimir barun Nikolić von Podrinje              | 1906.   | 1907. |          |
|       | Nikola pl. Czernkovich Doljski                   | 1908.   | 1909. |          |
|       | Slavko Cuvaj von Ivanjska                        | 1909.   | 1910. |          |
|       | Levin pl. Chavrak von Letovanić                  | 1910.   | 1912. |          |
|       | Dragutin Unkelhäuser                             | 1910.   | 1913. |          |
|       | Mark Aurel pl. Fedroczy von Fedrovec u. Berkovec | 1910.   | 1917. |          |
|       | Vinko Krišković                                  | 1917.   | 1918. |          |

### Predstojnici odjela za bogoštovlje i nastavu
| Slika | Predstojnik                           | Početak | Kraj  | Napomene |
| ----- | ------------------------------------- | ------- | ----- | -------- |
|       | Pavao Muhić                           | 1873.   | 1881. |          |
|       | Ivan Vončina                          | 1883.   | 1885. |          |
|       | Stjepan Spevec                        | 1886.   | 1892. |          |
|       | Izidor Kršnjavi                       | 1892.   | 1897. |          |
|       | Otto pl. Krajcsovics de Illok         | 1897.   | 1898  |          |
|       | Armin Pavić                           | 1899.   | 1905. |          |
|       | Levin pl. Chavrak von Letovanić       | 1905.   | 1906. |          |
|       | Milan Rojc                            | 1906.   | 1907. |          |
|       | Ferdinand pl. Mixich de Also-Lukavecz | 1908.   | 1910. |          |
|       | Milan Amruš                           | 1910.   | 1912. |          |
|       | Stjepan Tropsch                       | 1913.   | 1917. |          |
|       | Milan Rojc                            | 1917.   | 1918. |          |

### Predstojnici odjela za pravosuđe
| Slika | Predstojnik       | Početak | Kraj  | Napomene |
| ----- | ----------------- | ------- | ----- | -------- |
|       | Marijan Derenčin  | 1876.   | 1883. |          |
|       | nije imenovan     | 1884.   | 1887. |          |
|       | Alojz Klein       | 1887.   | 1903. |          |
|       | Luka Marjanović   | 1903.   | 1906. |          |
|       | Aleksandar Badaj  | 1906.   | 1907. |          |
|       | Slavko Aranitzky  | 1908.   | 1910. |          |
|       | Miroslav Broschan | 1911.   | 1917. |          |
|       | Aleksandar Badaj  | 1917.   | 1918. |          |

### Predstojnici odjela za narodno gospodarstvo
| Slika | Predstojnik    | Početak | Kraj  | Napomene |
| ----- | -------------- | ------- | ----- | -------- |
|       | Zvonimir Žepić | 1914.   | 1917. |          |
|       | Aurel Rauer    | 1917.   | 1918. |          |